# Margus Allikmaa

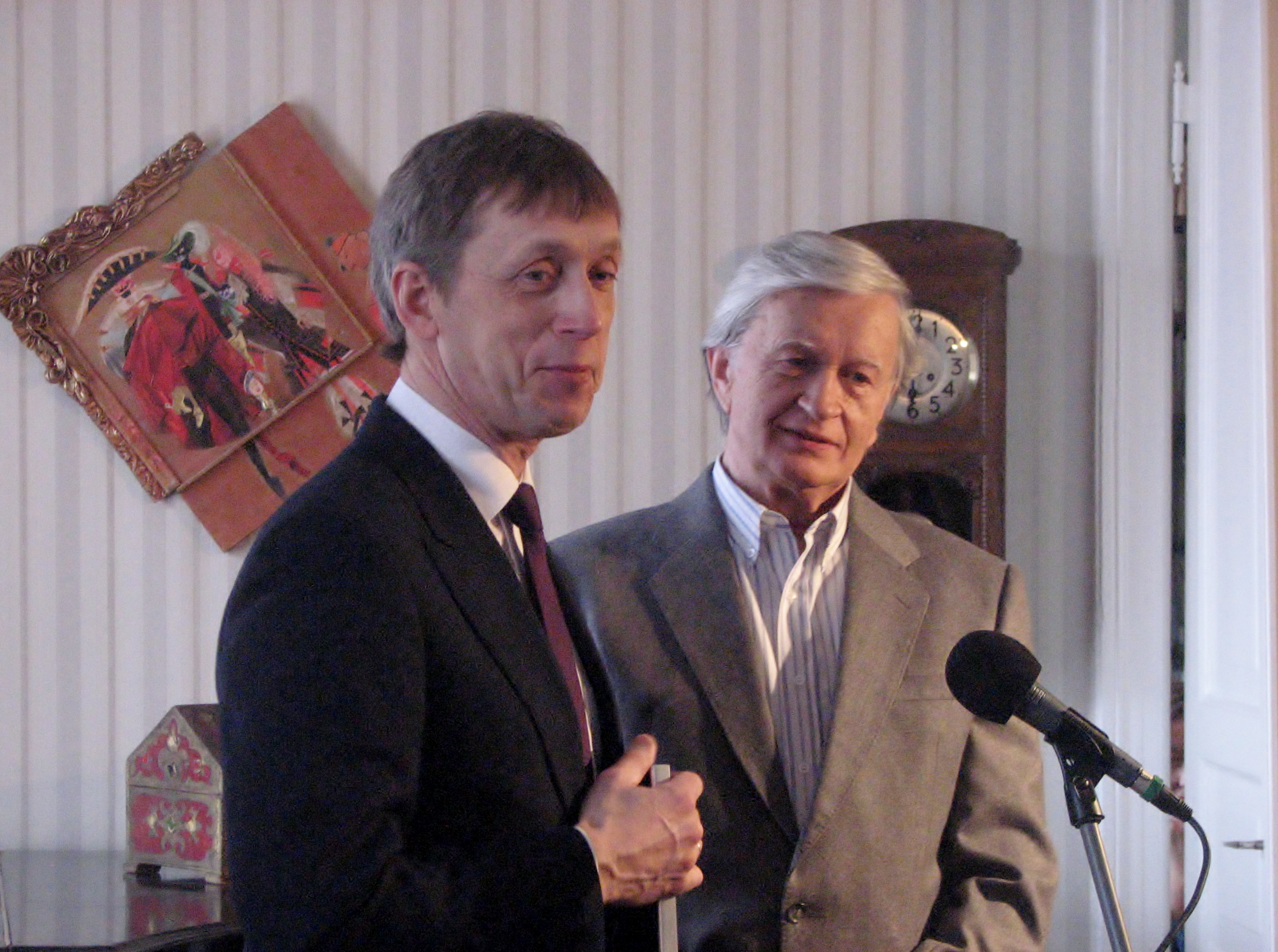
Margus Allikmaa (links) mit dem Schauspieler Hans Kaldoja

Margus Allikmaa (* 28. Juni 1961 in Paldiski) ist ein estnischer Journalist, Kulturschaffender und Politiker. Allikmaa ist seit 2007 Intendant des öffentlich-rechtlichen Rundfunks und Fernsehens der Republik Estland (Eesti Rahvusringhääling). Er gehört der liberalen Reformpartei an.

## Leben
Margus Allikmaa schloss 1980 seine Ausbildung zum Radiotechniker am Tallinner Polytechnikum ab. Bis 1985 studierte er Elektroingenieurwesen am Polytechnischen Institut in der estnischen Hauptstadt.
Von 1981 bis 1998 war Allikmaa in verschiedenen Positionen am Eesti Draamateater in Tallinn beschäftigt, davon acht Jahre als Direktor des Theaters. 1998/1999 leitete er das Medienunternehmen Trio LSL raadiogrupp, das zahlreiche private Rundfunkstation in Estland betreibt.
Von 1999 bis 2002 war Allikmaa Staatssekretär im estnischen Kulturministerium. Nach dem Rücktritt von Kulturministerin Signe Kivi aufgrund eines Finanzskandals war Allikmaa von September 2002 bis April 2003 im Kabinett von Ministerpräsident Siim Kallas Kulturminister der Republik Estland.
Nach seinem Ausscheiden aus dem Amt war Allikmaa bis Juni 2004 stellvertretender Bürgermeister von Tallinn. 2004 wurde er Intendant des öffentlich-rechtlichen estnischen Radios (Eesti Raadio).
Seit Januar 2007 ist Margus Allikmaa Intendant des öffentlich-rechtlichen estnischen Rundfunks und Fernsehens (ERR).
Margus Allikmaa ist mit der Publizistin Eda Allikmaa verheiratet. Das Paar hat zwei Töchter.